# 한국마약퇴치운동본부
한국마약퇴치운동본부(韓國痲藥退治運動本部, Korea Association Against Drug Abuse)는 마약류 및 약물 남용 예방 종합사업을 펼치고 있는 재단법인이다.  2024년 식품의약품안전처 산하 기타공공기관으로 지정되었다. 사무처는 서울특별시 영등포구 선유동2로 57에 위치하고 있으며, 중앙 중독재활센터는 서울특별시 영등포구 당산로48길 10, 영남권 중독재활센터는 부산광역시 연제구 중앙대로1135에 위차하고 있다.

## 설립 근거
- 마약류 관리에 관한 법률 제51조의2[1]

## 주요 업무
- 마약류의 폐해(弊害)에 대한 대국민 홍보·계몽 및 교육 사업
- 마약류 중독자의 사회복귀를 지원 사업
- 그 밖에 식품의약품안전처장이 필요하다고 인정하는 불법 마약류 및 약물 오용·남용 퇴치와 관련된 사업

## 연혁
- 1992년 4월 22일 보건복지부로부터 법인 설립 인가
- 1992년 5월 12일 현판식 및 창립총회, 초대 이사장에 대한약사회 권경곤 회장 취임
- 1994년 4월 8일 제2,3대 민관식 전 국회의장 이사장 취임
- 1994년 5월 13일 공익성 기부금 인정(재무부령 제1994호, 1978호)
- 1998년 8월 3일 교육인적자원부 연수기관 지정
- 1998년 9월 1일 IFNGO 정회원 가입
- 2001년 4월 20일 제4,5,6대 김명섭 이사장 취임
- 2002년 5월 16일 창립 10주년, 신청사 입주 및 송천재활센터 개원
- 2002년 12월 26일 법정단체화(마약류 관리에 관한 법률 제51조의 2)
- 2003년 4월 7일 공익성 기부단체 지정
- 2010년 4월 23일 제7대 문희 이사장 취임, 8대 연임
- 2013년 12월 24일 조찬휘 수석부이사장 이사장 직무대행 취임
- 2014년 3월 11일 제9대 전영구 이사장 취임
- 2016년 5월 17일 제10대 이경희 이사장 취임
- 2019년 5월 31일 제11대 장재인 이사장 취임
- 2022년 10월 15일 제12대 김필여 이사장 취임
- 2023년 10월 25일 제13대 서국진 이사장 취임

## 조직

### 이사장
- 명예이사장
- 고문
- 이사회
- 감사
- 운영위원회
- 전문위원회

#### 사무총장
- 운영지원팀
- 예방사업팀
- 중독재활팀

### 소속기관
- 마약퇴치전문교육원
- 마약퇴치연구소
- 중앙 중독재활센터
- 영남 중독재활센터

### 지부
- 서울지부 - 서울특별시 서초구 효령로 194
- 부산지부 - 부산광역시 동구 중앙대로 272
- 대구지부 - 대구광역시 수성구 희망로 175
- 인천지부 - 인천광역시 서구 가정로 316, 4층
- 광주전남지부 - 광주광역시 서구 경열로 75
- 대전지부 - 대전광역시 서구 계룡로 264번길 57
- 경기지부 - 경기도 수원시 장안구 장안로448번길 17-3
- 강원지부 - 강원특별자치도 춘천시 공지로 452-1
- 충북지부 - 충청북도 청주시 상당구 대성로 77-7
- 충남지부 - 충청남도 천안시 서북구 쌍용대로 263
- 전북지부 - 전라북도 전주시 완산구 백제대로 319
- 경북지부 - 대구광역시 동구 동부로22길 10
- 경남지부 - 경상남도 창원시 성산구 중앙대로 257